# ピーター・フック
ピーター・フック（Peter Hook、1956年2月13日 - ）は、イングランド・グレーター・マンチェスター・サルフォード出身のミュージシャン。ジョイ・ディヴィジョン、ニュー・オーダーのベースプレイヤーとして著名。愛称はフッキー（Hooky）。2007年にニュー・オーダーを脱退し、2010年に自身のプロジェクトであるピーターフック・アンド・ザ・ライトを立ち上げた。

## 来歴
1956年2月13日、サルフォードにて生まれる。本名ピーター・ウッドヘッド（Peter Woodhead）。両親はフックが3歳のときに離婚しており、兄弟とともに母方の祖母の元で育つ。ステージネームの名字フックは母親の再婚相手から取られた。継父の仕事の都合で幼少期の一時期をジャマイカで過ごす。1976年にかねてからの友人であったバーナード・サムナーとともに音楽活動を開始。後にイアン・カーティス、スティーヴン・モリスらとジョイ・ディヴィジョンを結成する。

## プレイスタイル

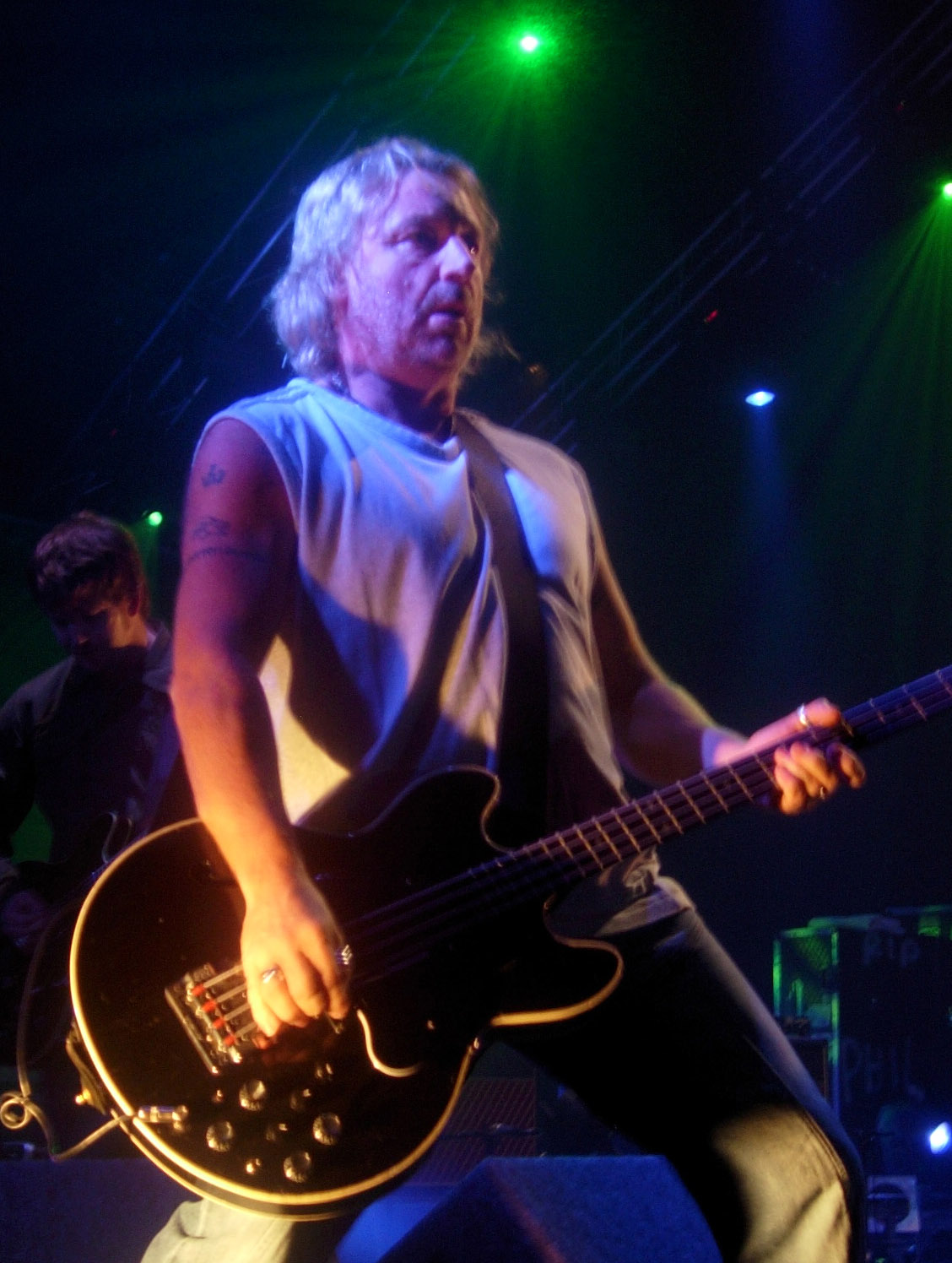
マンチェスターでのライヴ（2005年）

ベースをヒザ近くまで低く構えた演奏スタイルと独特なプレイスタイルで世界中のミュージシャンからリスペクトされている。高音域でメロディアスでリズミカルな旋律を奏でることから、しばしば「リード・ギター担当と勘違いしているベースプレイヤー」と揶揄される。本人曰く、これは中古の性能の悪いアンプを使っていたため、高音域の音しか聴き取れなかったことと、サムナーのギターが大音量だったことに由来するという。ジョイ・ディヴィジョンの曲「インターゾーン」では、イアン・カーティスとともにボーカルを担当。ニュー・オーダーでも初期の曲「ドリームズ・ネヴァー・エンド」「ダウツ・イーヴン・ヒア」でボーカルを担当した。

## ニュー・オーダー以外での主な活動
1984年にAd Infinitumというユニットでシングルを一枚発表している。1980年代後半にはプロデューサーとしてインスパイラル・カーペッツやザ・ストーン・ローゼズのサードシングル「エレファント・ストーン」のプロデュース業も担当。1990年代前半には、ニュー・オーダーと並行してフックが結成したリヴェンジのメンバーとして活躍。その後、ニュー・オーダーの活動が小休止状態になった頃にはモナコを結成し活動していた。

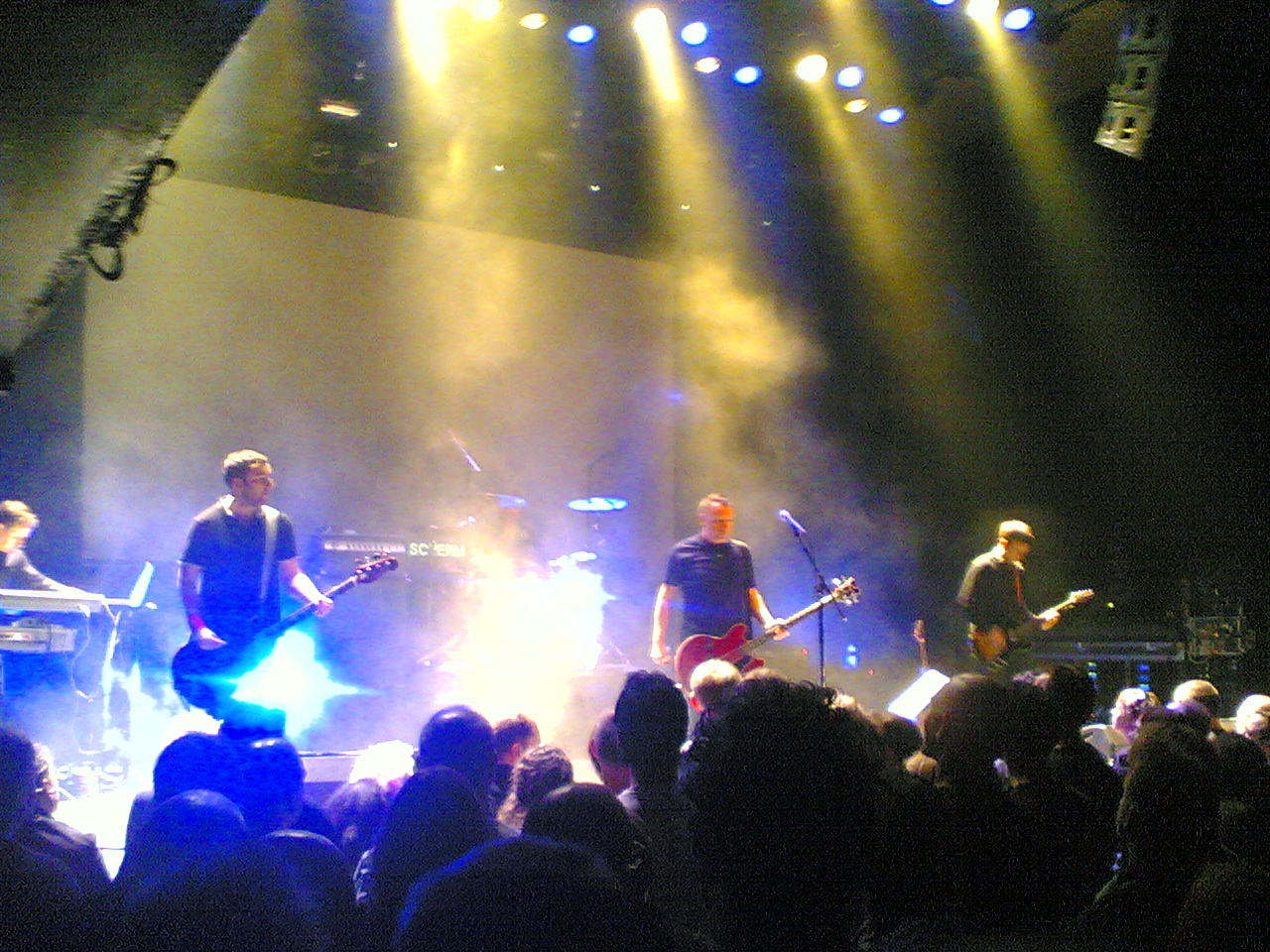
オランダ、ハーグにて（2011年5月）

ニュー・オーダーの解散を宣言した後は、ストーン・ローゼズ＆プライマル・スクリームのマニ、ザ・スミスのアンディー・ルークらとともに、ベース3本のフリーベースというプロジェクトを発足（曰く、「僕らはシンガーに苦労してきた者同士だから、シンガーは初めて若い奴にしていびり倒してやるんだ」と冗談めかして語っている）。
マッドチェスターの中心となったクラブ、ハシエンダの商標の権利者で、ハシエンダについての著書『THE HACIENDA HOW NOT TO RUN A CLAB』を執筆。現在、世界中で彼自身のイベント、及びハシエンダ復活イベント等で、DJやライブ活動を行っている。

## 来日
DJとして来日し、代官山でプレイしていた。2008年にはサマーソニックのシークレットDJとしてフェス内の小イベントでプレイした。

## 私生活
1994年にコメディアンのCaroline Aherneと結婚するも二年後に離婚。
2012年7月にセントラル・ランカシャー大学の名誉学位を取得。